# Home (Stargate Atlantis)
Home (Hogar) corresponde al noveno episodio de la primera temporada de la serie de televisión de ciencia ficción Stargate Atlantis.

## Trama
Tras explorar el planeta designado como M5S-224, el Dr. McKay descubre que el Portal extrae energía de la particular atmósfera del lugar, la cual incluso él cree que podría suministrar la suficiente energía para mantener un agujero de gusano a la Tierra. Después de consultar con Weir, el equipo decide sacar el cristal de control de Atlantis y colocarlo en el DHD del planeta para marcar ocho chevrones a la galaxia Vía Láctea. Sheppard, McKay, Ford Teyla y la Dra. Weir activan el Portal, logrando establecer un agujero y comunicándose con el Comando Stargate. El Sargento Harriman informa que el iris está abierto para que pasen, pero Weir de primero rechaza porque no están seguro si podrán. Sin embargo, el Sargento responde que no hay problema, ya que el Prometeo está siendo equipado con hiperpropulsores Asgard que le permitirán regresarlos a la galaxia Pegaso en casi un mes. Los cinco aceptan y cruzan la Puerta hacia el CSG, donde el General Hammond los recibe en persona. Él se reúne con Weir y McKay, y les informa que ante la gran amenaza que representan los Espectros (una incluso mayor a los Goa'uld) el Pentágono ha considerado abandonar Pegaso. No obstante, Weir dice,  haciendo alusión al propio caso de Hammond y el inicio del Proyecto Stargate,  que los beneficios que ofrece Atlantis, además del hecho de ser responsables de haber despertado a los Espectros los obligan a mantener la presencia en Pegaso. El General acuerda dar a conocer su opinión. 
Luego, al recibir permiso de Hammond, Sheppard sale de la base acompañado por Teyla. En tanto, Weir va reencontrarse con su novio, el Ford va a ver a sus abuelos y el Dr. McKay regresa a su casa. Pasado algún tiempo, Sheppard comienza a sentir algo extraño con lo que está sucediendo, aunque no le dice nada a Teyla, y solo se limita a llevarla su "casa", ubicada en una calle de nombre extraño.
Mientras tanto, McKay recibe a Weir en su casa, quien le informa que el Prometeo sufrió un accidente y no podrá llevarlos de vuelta a Atlantis. Weir va a ver Hammond después y le pide que busque lo antes posible la ayuda de algún aliado de la Tierra, quizás de los Asgard, para regresarlos a Pegaso. Poco después, McKay también va a hablar con el General, ya que ha tenido una idea para poder volver. Dice que aunque el ZPM está agotado, aún queda la suficiente energía para conectar durante unos segundos con M5S-224, planeta cuya atmósfera altamente energizada debiera mantener el agujero, al momento de activarse el Portal; algo así como una llamada por cobro revertido. Mientras, Sheppard y Teyla llegan a la bastante lujosa casa del Mayor, donde, pronto reciben la visita de varios y viejos conocidos de Sheppard.
En el SGC, Ford pregunta al Sargento Harriman por una carta de reasignación que recibió, a lo que el Sargento responde simplemente que no puede hacer nada. Por otro lado, al ir hablar de nuevo con Hammond, la Dra. Weir es informada que el Pentágono ha decidido mantener el trabajo en Pegaso. Sin embargo, para su consternación, la presencia en Atlantis será desde ahora militar, y según Hammond, el mismo Mayor Sheppard esta de acuerdo con ello. En tanto, McKay está realizando los cálculos para su plan, pero inexplicablemente los resultados que obtiene parecen no tener lógica.
Sheppard, en tanto, esta en medio de la fiesta que se armó en su casa, cuando saca su pistola y amenaza para que le digan la verdad de lo que ocurre. Resulta que dos amigos que están presentes, en realidad murieron en Afganistán cuando estuvieron en servicio con él hace unos años. Tras unos minutos, Sheppard dispara. En esos momentos, Weir va hablar con McKay, en se muestra bastante alegre de que Atlantis sea militarizada. Por otro lado, sin embargo, McKay recibe la visita de Weir, quien le dice que acepte el hecho de que no podrán volver a Atlantis.
Finalmente, justo cuando Weir se da cuenta de que no está hablando con el real Dr. McKay, el General Hammond aparece ante ella y revela que no es el verdadero general, sino una entidad en forma de "niebla"; la niebla de aquel planeta contiene propiedades energéticas pues de hecho está viva. Repentinamente, los 5 miembros del equipo aparecen en la sala del Portal frente al Hammond-niebla. Él les dice que tuvieron que crear ilusiones para cada uno de ellos, para evitar que marcaran el Portal, y que actualmente ellos están en el suelo inconscientes. Como Teyla no tenía recuerdos de la Tierra, ella compartió la ilusión con Sheppard. Además explica que durante muchos años, viajeros han venido, desconociendo su existencia, y que al activar el Portal, muchos de estos seres de niebla han resultado muerto. Ellos han actuado ahora, debido a que establecer un agujero de gusano hasta la Tierra habría costado la vida de millones de los suyos. En ese instante, McKay se da cuenta de que si están inconscientes, sin comida y agua, eventualmente morirán. Hammond-niebla entonces les dice que mejor vuelvan a sus sueños, pero Weir logra convencerlos de que los deje libres, asegurándole que no usaran el portal para ir la tierra, aunque si para volver a Atlantis. Sabiendo que dicen la verdad, el ente de niebla acepta y los despierta. Ante la pregunta que hace entonces McKay sobre si eso no es otra alucinación, rápidamente oyen la voz de aquel Hammond que les da su palabra que esto es real. Weir les da las gracias, y Sheppard ordena a McKay sacar el cristal, mientras se preparan para volver a "casa", Atlantis.

## Artistas invitados
- Don S. Davis como el General George Hammond.
- Garwin Sanford como Simon Wallis.
- Edmond Wong como Técnico.
- Noah Beggs como Dex.
- Stephen Spender como Mitch.
- Gary Jones como el Sargento Walter Harriman.
- Robert Weiss como Científico.
- Nicole Rudell como doctor.
- Lynda Riley como Brunette.